# Mount Moe
Der Mount Moe ist ein 2664 m hoher Berg mit einer Schartenhöhe von 145 m im Südwesten der kanadischen Provinz British Columbia, im Squamish-Lillooet Regional District.

## Geographie
Der Mount Moe liegt in den Coast Mountains, 18 km nordöstlich von Whistler im Garibaldi Provincial Park. Die Abflüsse der Niederschläge und das Gletscher-Schmelzwasser von den Berghängen fließen in Zuflüsse des Lillooet River. Der Mount Moe ist wegen seines steilen Aufsteigens über das lokale Gelände bemerkenswert, da das Relief stark ausgeprägt ist und der Gipfel sich 2.100 m über den Green River in 6 km Entfernung erhebt. Der nächsthöhere Berg ist der Mount Weart.
Die Erstbesteigung des Gipfels erfolgte 1967 durch C. Jennings und J. Nairn. Das Toponym wurde am 27. Februar 1978 vom Geographical Names Board of Canada offiziell anerkannt.
| Highway 99  | Mount Currie | Ure Peak       |
| Green River |              | Ure Creek      |
| Mount Cook  | Mount Weart  | Oasis Mountain |

## Klima
In Bezug auf die Klimaklassifikation nach Köppen und Geiger herrscht am Mount Moe ein Westseiten-Seeklima. Die meisten Wetterfronten stammen vom Pazifik und bewegen sich ostwärts auf die Coast Mountains zu, wo sie durch die Berge zum  Aufsteigen (Windstau) gezwungen werden, was wiederum dazu führt, dass die enthaltene Feuchtigkeit in Form von Regen oder Schnee abgegeben wird. Im Ergebnis führt das zu hohen Niederschlägen in den Coast Mountains, insbesondere zu starken Schneefällen im Winter. Die Temperaturen können unter −20 °C fallen, unter Berücksichtigung von Windchill-Einfluss unter −30 °C. Dieses Klima nährt den den Gipfel umgebenden Weart Glacier. Die Monate Juli und August bieten die besten Wetterbedingungen für einen Aufstieg.